# Гастон Рулантс
Гастон Рулантс (нід. Gaston Roelants; нар. 5 лютого 1937) — бельгійський легкоатлет, який спеціалізувався в бігу на довгі дистанції, кросі, стипль-чезі та марафонському бігу.

## Із життєпису
Олімпійський чемпіон-1964 з бігу на 3000 метрів з перешкодами. На Олімпіаді-1960 у стипль-чезі був четвертим.
На Іграх-1968 був сьомим у стипль-чезі та 11-м у марафонському бігу. На Олімпіаді-1972 брав участь у марафонському забігу, проте зійшов з дистанції.
Багаторазовий переможець та призер Кросу Націй та чемпіонату світу з кросу в індивідуальному та командному заліку.
Володар чотирьох нагород континентальних першостей (1962—1974), з яких одна золота — за перемогу у стипль-чезі на чемпіонаті Європи-1962.
Багаторазовий рекордсмен світу та Європи з бігу на 3000 метрів з перешкодами та у різних дисциплінах бігу на довгі дистанції.
У 1966 переміг у бігу на 10000 метрів на Меморіалу братів Знаменських, що проходив в Одесі.
Успішно виступав у ветеранській віковій категорії, вигравав світові першості та встановлював світові рекорді у різних вікових категоріях для ветеранів.
У Брюсселі проходять змагання з шосейного бігу на 5 та 10 км, названі на честь Рулантса, — «Corrida Gaston Roelants 10K & 5K».

## Основні міжнародні виступи
| Рік  | Змагання                | Місто         | Місце | Дисципліна   | Примітки         |
| ---- | ----------------------- | ------------- | ----- | ------------ | ---------------- |
| 1959 | Крос Націй              | Лісабон       | 27    | крос 14,5 км |                  |
| 1960 | Крос Націй              | Глазго        | 2     | крос 14,5 км |                  |
| 1960 | Олімпійські ігри        | Рим           | 4     | 3000 м з/п   |                  |
| 1961 | Крос Націй              | Нант          | 11    | крос 14,5 км |                  |
| 1962 | Крос Націй              | Шеффілд       | 1     | крос 14,5 км |                  |
| 1962 | Чемпіонат Європи        | Белград       | 1     | 3000 м з/п   |                  |
| 1963 | Крос Націй              | Сан-Себастьян | 2     | крос 12 км   |                  |
| 1964 | Олімпійські ігри        | Токіо         | 1     | 3000 м з/п   | Відео на YouTube |
| 1966 | Чемпіонат Європи        | Будапешт      | 3     | 3000 м з/п   |                  |
| 1966 | 8                       | 10000 м       |       |              |                  |
| 1967 | Крос Націй              | Баррі         | 1     | крос 12 км   |                  |
| 1968 | Крос Націй              | Туніс         | 31    | крос 12 км   |                  |
| 1968 | Олімпійські ігри        | Мехіко        | 7     | 3000 м з/п   |                  |
| 1968 | 11                      | марафон       |       |              |                  |
| 1969 | Крос Націй              | Клайдбанк     | 1     | крос 12 км   |                  |
| 1969 | Чемпіонат Європи        | Афіни         | 5     | 10000 м      |                  |
| 1969 | 2                       | марафон       |       |              |                  |
| 1970 | Крос Націй              | Віші          | 2     | крос 12 км   |                  |
| 1971 | Крос Націй              | Сан-Себастьян | 12    | крос 12 км   |                  |
| 1971 | Чемпіонат Європи        | Гельсінкі     | DNF   | 10000 м      |                  |
| 1971 | 5                       | марафон       |       |              |                  |
| 1972 | Крос Націй              | Кембридж      | 1     | крос 12 км   |                  |
| 1972 | Олімпійські ігри        | Мюнхен        | DNF   | марафон      |                  |
| 1973 | Чемпіонат світу з кросу | Варегем       | 8     | крос 12 км   |                  |
| 1974 | Чемпіонат світу з кросу | Монца         | 14    | крос 12 км   |                  |
| 1974 | Чемпіонат Європи        | Рим           | 3     | марафон      |                  |
| 1975 | Чемпіонат світу з кросу | Рабат         | 10    | крос 12 км   |                  |
| 1976 | Чемпіонат світу з кросу | Чепстоу       | 13    | крос 12 км   |                  |